# Постійний і змінний капітал
Постíйний і змíнний капіта́л — поняття марксистської політекономії.
Постійний капітал — частина фізичного капіталу, яка бере участь у процесі праці своїм речовим змістом, є при цьому фактором виробництва, але не залучається до процесу збільшення вартостей, не змінює величини своєї вартості і відповідно не створює додаткової вартості, а переноситься конкретною працею на новостворений продукт у формі амортизації.
Змінний капітал — частина капіталу, авансована на придбання робочої сили, яка змінює свою вартість у процесі виробництва, тобто не тільки відтворює власний еквівалент, а й створює своєю працею завдяки синергічному ефекту додаткову вартість.
Карл Маркс уперше поділив капітал на постійний (с) і змінний (V). Змінний капітал у вигляді номінальної заробітної плати належить до поточних затрат виробництва капіталіста.
За марксистською теорією, більшу частину додаткової вартості за сучасних умов у розвинутих країнах привласнює переважно власник капіталу, частину вилучає держава через механізм оподаткування, а незначну частку привласнюють високооплачувані наймані працівники, які стали частковими співвласниками об'єктів власності.
Західні та деякі вітчизняні економісти стверджують[джерело?], що вартість і додаткову вартість формує не тільки робоча сила (праця як окремий фактор виробництва), а й постійний капітал. Насправді[джерело?] єдиним джерелом вартості є праця у її різновидах. Але натепер ні змінний, ні постійний капітали, будучи відокремленими один від одного, неспроможні створювати вартість і додаткову вартість. При їх взаємодії виникає нова продуктивна сила (синергічний ефект), а головну роль у її створенні відіграє праця, оскільки саме вона надає руху засобам виробництва. Тому основну частину додаткової вартості повинні привласнювати безпосередні працівники, у тому числі зайняті управлінською працею, а власники засобів виробництва теж мають право на привласнення незначної частини додаткової вартості.